# 巴德沃特 (加利福尼亞州)
巴德沃特（英語：Badwater）是位於美國加利福尼亞州因約縣的一個非建制地區。該地的面積和人口皆未知。

## 地理
巴德沃特的座標為36°13′47″N 116°46′01″W / 36.22972°N 116.76694°W，而該地的平均海拔高度為-81米（即-266英尺）。